# Hemileius perforatoides
Hemileius perforatoides är en kvalsterart som först beskrevs av Hammer 1979.  Hemileius perforatoides ingår i släktet Hemileius och familjen Hemileiidae. Inga underarter finns listade i Catalogue of Life.